# Pfarrhaus (Pleinfeld)

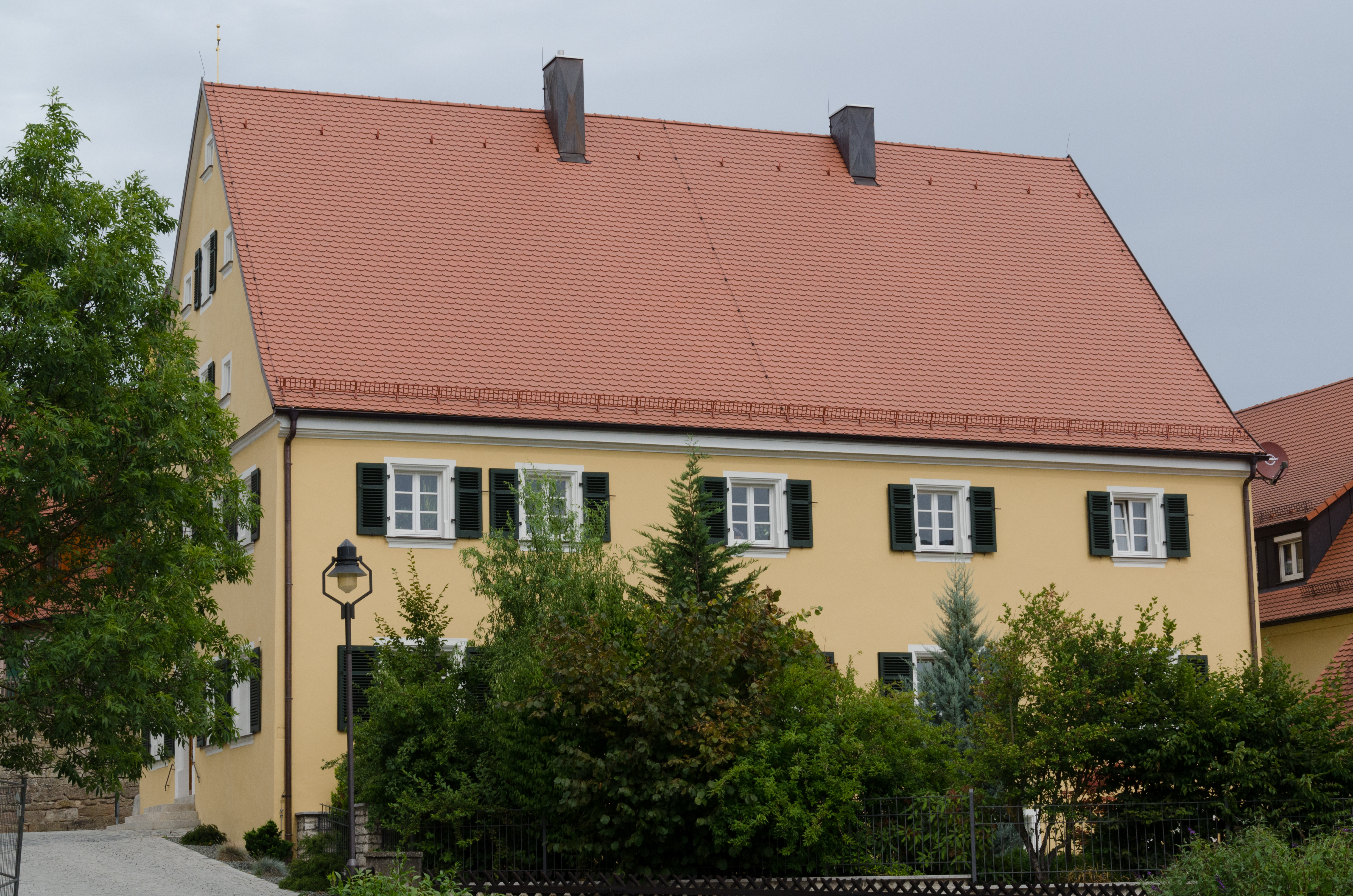
Pfarrhaus in Pleinfeld

Das Pfarrhaus in Pleinfeld, eine Gemeinde im mittelfränkischen Landkreis Weißenburg-Gunzenhausen, wurde im 16. Jahrhundert errichtet und im 18. Jahrhundert barock verändert. Das Pfarrhaus mit der Adresse Pfarrgasse 2 steht unweit zum Pleinfelder Marktplatz und ist unter der Denkmalnummer D-5-77-161-36 als Baudenkmal in die Bayerische Denkmalliste eingetragen.
Der zweigeschossige Satteldachbau in Ecklage mit Vortreppe stellt ein spätgotischer Giebelbau dar und besitzt vier zu vier Fensterachsen. Er wurde ursprünglich als Kastenhaus des Eichstätter Domkapitels erbaut und wurde circa 1806 zum Pfarrhaus ernannt.
Es befinden sich an den Außenwänden ein Wappen aus Sandstein aus dem 15. Jahrhundert sowie ein gusseisernes Wappen aus Obereichstätt von 1777.